# بنت بيدرسن
بنت بيدرسن هو دراج دنماركي، ولد في 24 يوليو 1945 في إقليم هوفدستادن في الدنمارك.

## وصلات خارجية
- بنت بيدرسن على موقع إحصائيات الدراجات الإحترافية (الإنجليزية)
- بنت بيدرسن على موقع أوليمبيديا (الإنجليزية)